# Gudduganahalli, Krishnarajanagara
Gudduganahalli là một làng thuộc tehsil Krishnarajanagara, huyện Mysore, bang Karnataka, Ấn Độ.